# TaskJuggler
TaskJuggler — кроссплатформенная программа для  управления проектами, распространяемая на условиях лицензии GPL, написанная на языке Ruby.

## История
Предыдущая версия TaskJuggler работает под управлением операционных систем Linux и Unix, и написана на языке C++ с использованием Qt и библиотек KDE 3.5. Проект TaskJuggler был начат в 2001 году Крисом Шлегером (Chris Schläger). Первые версии представляли собой программу с интерфейсом командной строки, которая геренировала HTML-отчёты. С августа 2005 года программа также стала предоставлять пользователю возможность использовать графический интерфейс, написанный с применением KDE-библиотек.

## Подход
Проект в TaskJuggler — это текстовый документ (TJP), написанный на предметно-ориентированном декларативном языке программирования. Ключевыми объектами являются задачи, ресурсы, отчёты, сценарии, а также условия, применяемые к задачам и ресурсам. Также существует возможность описывать бюджет проекта и контролировать затраты. Состояние проекта отслеживается через определение степени выполнения задач (в процентах), либо через бронирование ресурсов, которые привязываются к задачам на определенное время.
TaskJuggler действует как инструмент по созданию отчётов. Когда документ TJP изменяется, новые отчёты по состоянию проекта генерируются с нуля. Компилятор TaskJuggler включает компонент по созданию расписания проекта, основанный на эвристическом алгоритме. TaskJuggler способен на основе описания проекта в TJP создавать отчёты различных типов, включая сетевой график и диаграммы Ганта. Компилятор TaskJuggler может обрабатывать большие проекты с более чем 10000 задач, 1000 ресурсов и сложными условиями.

## Интересные факты
TaskJuggler многие годы используется командой разработчиков Fedora Project для управления процессом работы над операционной системой Fedora.